# Magyar Televízió
Magyar Televízió (MTV) er en ungarsk public service tv-station, der har kanalerne M1 og M2. Indtil 2002 blev MTV betalt af en medielicens fra alle ungarske hustande med et fjernsyn. I dag bliver MTV støttet af regeringen og reklamer. MTV er medlem af EBU.
| Anime eller manga | Spire Denne artikel om medie og kommunikation er en spire som bør udbygges. Du er velkommen til at hjælpe Wikipedia ved at udvide den. |

47°33′29″N 19°01′58″Ø / 47.5581282°N 19.0328705°Ø